# 里约热内卢联邦大学
里约热内卢联邦大学（葡萄牙語：Universidade Federal do Rio de Janeiro, UFRJ），巴西里约热内卢的一所联邦大学。该校建立于1920年。目前是巴西最大的联邦大学。

## 历史
里约热内卢联邦大学的历史可追溯到1792年成立的皇家军官学校，以及1808年成立的医学院。1920年，正式成立。1937年，更名为巴西大学。1965年，改名里约热内卢联邦大学。